# Кубок Ліхтенштейну з футболу 1976—1977
Кубок Ліхтенштейну з футболу 1976—1977 — 32-й розіграш кубкового футбольного турніру в Ліхтенштейні. Титул здобув Ешен-Маурен.

## Перший раунд
| Команда 1  | Рахунок | Команда 2 |
| ---------- | ------- | --------- |
| Трізенберг | 1–2     | Трізен    |
| Бальцерс   | 4–2     | Руггелль  |
| Вадуц      | 2–1     | Шан       |

Вільний від першого раунду Ешен-Маурен.

## 1/2 фіналу
| Команда 1   | Рахунок | Команда 2 |
| ----------- | ------- | --------- |
| Ешен-Маурен | 3–2     | Трізен    |
| Вадуц       | 1–0     | Бальцерс  |

## Фінал
| 11 квітня 1977 |

| Ешен-Маурен | 0–0 пен. 4–3 | Вадуц |
| ----------- | ------------ | ----- |
|             |              |       |

| Бальцерс |